# Vela (Cameroun)
Pour les articles homonymes, voir Vela.
Vela est un village de la région du Centre du Cameroun. Il est localisé dans l'arrondissement (commune) de Minta, département de la Haute-Sanaga. On y accède par la piste rurale qui lie Minta à Mengue I.

## Population et société
En 1963, la population de Vela était de 189 habitants. Vela comptait 175 habitants lors du recensement de 2005. La population est constituée pour l’essentiel de Badjia.